# アクシオコス
『アクシオコス』（希: Ἀξίοχος, 羅: Axiochus）とは、プラトン名義の短篇の対話篇。偽書。副題は「死について」。
古代にトラシュロスがまとめた四部作（テトラロギア）集36篇の中に含まれておらず、ディオゲネス・ラエルティオスが『ギリシア哲学者列伝』の中で、「誰もが一致して偽作としている」作品として名指しした11篇の内の1つ。

## 構成

### 登場人物
- ソクラテス - 65歳頃。
- アクシオコス - 先代アルキビアデスの息子で、アルキビアデスの叔父。56歳頃。
- クレイニアス - アクシオコスの息子。『エウテュデモス』にも登場。17歳頃。

### 年代・場面設定
紀元前404年頃のアテナイ。ソクラテスはキュノサルゲスへと赴こうとイリソス川に差し掛かったところで、音楽家ダモンやカルミデスを伴って後ろを追ってきたクレイニアスに呼び止められる。クレイニアスに、死の際にあって耐えかねている父アクシオコスを慰めてほしいと頼まれたソクラテスは、皆とアクシオコスの下へ向かう。
こうしてソクラテス等による「死」についての問答が開始される。

## 内容

### 導入
ソクラテスは死への恐怖の克服するために、2つの議論を展開する。
1. 唯物論的議論。苦しみは存在する者にのみ影響を及ぼす。人が生まれる前に存在した悪が当人に苦しみを与えなかったのと同様に、彼の死後に起こることはもはや当人には関係しない。死はすべての感覚を終わらせ、それとともにすべての苦しみを終わらせる。
2. 霊魂の神への親近性。魂は不滅であり、魂は死によって肉体から解放される。『パイドン』参照。

したがって、死への恐怖は見当違いであり、死は嘆かわしいものではない。

### 生の困難
その後ソクラテスは、ケオスのソフィスト・プロディコスに言及する。プロディコスは、生まれてから死ぬまでの人間の生は、あらゆる種類の苦難と試練の連鎖であると説いた。したがって、早期の死は神からの特別な好意のしるしである。生活の悲惨さは、政治や戦争に積極的に参加する上流階級の人々だけでなく、日雇い労働者、職人、船員、農民などの人々をも巻き込む。テミストクレスをはじめ、最も高名で有力な政治家たちでさえ極度の屈辱と敗北を経験し、民衆の支持に頼ることは避けられない。高齢にれば、老化を経験した人々の境遇は特に厳しい。彼らは視覚、聴覚、知能の喪失を受け入れなければならない。

### 死は生者にも死者にも関係しない
アクシオコスは政治家としての人生ですら不快であることを、自身の経験から確信していた。ソクラテスは彼に、物質的に恵まれ、政策を決定する上流階級としての生き方が、人間にとって最良であると一般には考えられていることを思い出させる。上流階級の生ですら困難なのだから、その他の生はどれほどであろうか、と続ける。さらに、ソクラテスは再び、プロディコスの唯物論的議論を引用する。「死は生者にも死者にも関係しない。なぜなら死は生者には存在せず、死が一度起こると（何らかの災難を受けるはずの）当の者はもはや存在しないからである。」しかし、この議論はアクシオコスを納得させることができなかった。彼は、これらの言葉は、命を失う悲しみを慰めることのできない空虚な議論だと考えた。

### 人間の魂と神の息
そこでソクラテスは他の議論に移る。彼は人間の知的能力を指摘することで、「神に由来する或る息（プネウマ）」という言葉を使って、魂の神聖性を説く。力では敵わない動物たちと戦って勝ち、海洋を横断し、都市を建設し、法律を制定し、宇宙と天体を見上げ、自然法則を探究できる存在、そのような事業に憧憬する存在は、その中に何か神と同祖の、神聖なものを持っているに違いない。したがって、そのような存在は死すべき存在であるはずがない。むしろ人は、死後肉体から解放され、純粋な快さを得るだろう。

### 死後の神話
最後にソクラテスは、ゴブリュエスというマゴス僧（ゾロアスター教の司祭）から伝えられた死者の裁きについての神話を語って、死後の世界への希望を示す。死者の魂はアケロン川とコキュトス川を経て冥府へ行く。当地の裁判官たちは、そこに到着した人々一人一人に対して、身体に住んでいたときに送ってきた生について聞く。これに嘘を言うことは決してできない。生前、善い「神霊の息」が吹き込まれた人々は、信心深い人々のところへ行って住む。そこはあらゆる種類の果実と清らかな水、草地、花々で賑い、愛知者たちの論談、詩、音楽、芸術、そして主催者の寄進による祭典が催されている。特に、聖なる儀式を受けてきた人々には特別の席が用意されている。しかし反対の、生存を悪事によって過ごしてきた人々は、反対のところ、つまり神を侮った人々のところへ赴く。

ソクラテスは、アクシオコスは神々の一族となる秘儀を受けた者なのだから、この栄誉に与らないはずはないと言って彼を励ます。これによってアクシオコスは元気づけられたとされる。アクシオコスは語られたことを一人で熟考させほしいと言って、対話篇は終わる。

## 日本語訳
- 『プラトン全集 15』 西村純一郎訳、岩波書店、1975年, 2006年